# Саломея Александра
Саломея Александра (ивр. שְׁלוֹמְצִיּוֹן אלכסנדרה‎ [Shelomtzion] или [Shlom Tzion], 140 до н. э. (?) — 67 до н. э.) — царица Иудеи с 76 по 67 годы до н. э. Жена и преемница царя Александра Янная.
О её происхождении ничего не известно. По Иосифу Флавию она умерла в 73-летнем возрасте, то есть была рождена в 140 году до н. э. При бракосочетании с Александром Яннаем это уже опытная женщина с 10-летним сыном — будущим первосвященником Иохананом Гирканом II. Как и все Хасмонеи, она имела иудейское (Шеломцион, Шломо цион) и греческое имена. После смерти Аристобула I в 103 году до н. э. становится на сторону Александра Янная и возводит его на трон.
После 27-летнего правления умирает Александр Яннай. В своём завещании вместо своих сыновей он называет преемником жену Саломею. По Иосифу Флавию перед смертью Яннай берёт с неё обещание покончить споры между фарисеями и саддукеями. Так в 76 году до н. э. Саломея Александра становится первой и последней в истории царицей Иудеи (не считая Гофолии). Её сын Иоханан Гиркан II стал первосвященником, поскольку она не могла занять эту должность. С этого времени и прерывается совмещение двух должностей — царя и первосвященника.
О внутренней политике Саломеи Александры известно немного. В то время как Иоханан Гиркан II занимал должность первосвященника, Аристобул II руководил войсками. Когда Саломея заболела, Аристобул II прибирал к рукам управление в стране. С её смертью это вылилось в гражданскую войну между братьями Гирканом II и Аристобулом II. В этот конфликт вмешался Рим в 63 году до н. э (см. Осада Иерусалима), что привело к потере независимости Иудеей.